# Stift Sinsheim

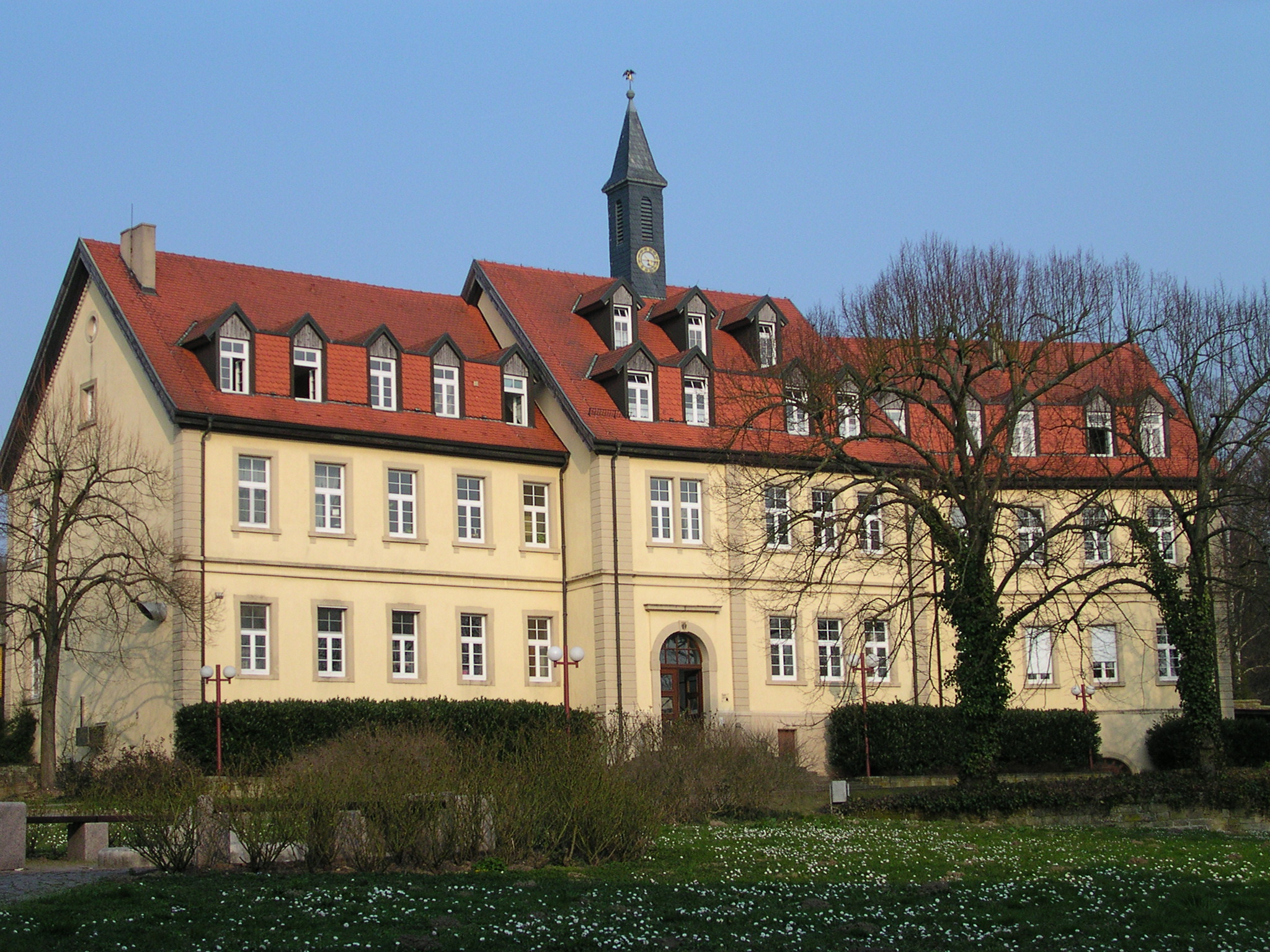
Stift Sinsheim, Hauptgebäude

Das Stift Sinsheim auf dem Michaelsberg in Sinsheim geht auf eine Klostergründung des salischen Kraichgaugrafen Otto von Worms um das Jahr 1000 an einem wohl bereits zur Zeit der Römer besiedelten Ort zurück. Zwischen 1092 und 1100 wurde das Stift unter Bischof Johannes in ein Benediktinerkloster umgewandelt. 1496 wurde aus dem Kloster ein weltliches Kollegiatstift, das 1565 von Pfalzgraf Friedrich III. aufgehoben wurde. Nach einem Restitutionsversuch während des Dreißigjährigen Krieges verkam die Klosteranlage zunächst, bevor ab 1887 eine Kindererziehungsanstalt dort eingerichtet wurde, aus der sich das heute vom Rhein-Neckar-Kreis getragene Stift Sunnisheim entwickelt hat. Die im Kern aus dem 10. Jahrhundert stammende Stiftskirche wurde von 2009 bis 2011 zum Kulturzentrum umgebaut und weist noch einen weitgehend originalen Dachstuhl aus dem Jahr 1233 auf. Die weiteren Gebäude der Anlage stammen aus unterschiedlichen späteren Epochen.

## Geschichte

### Frühe Geschichte

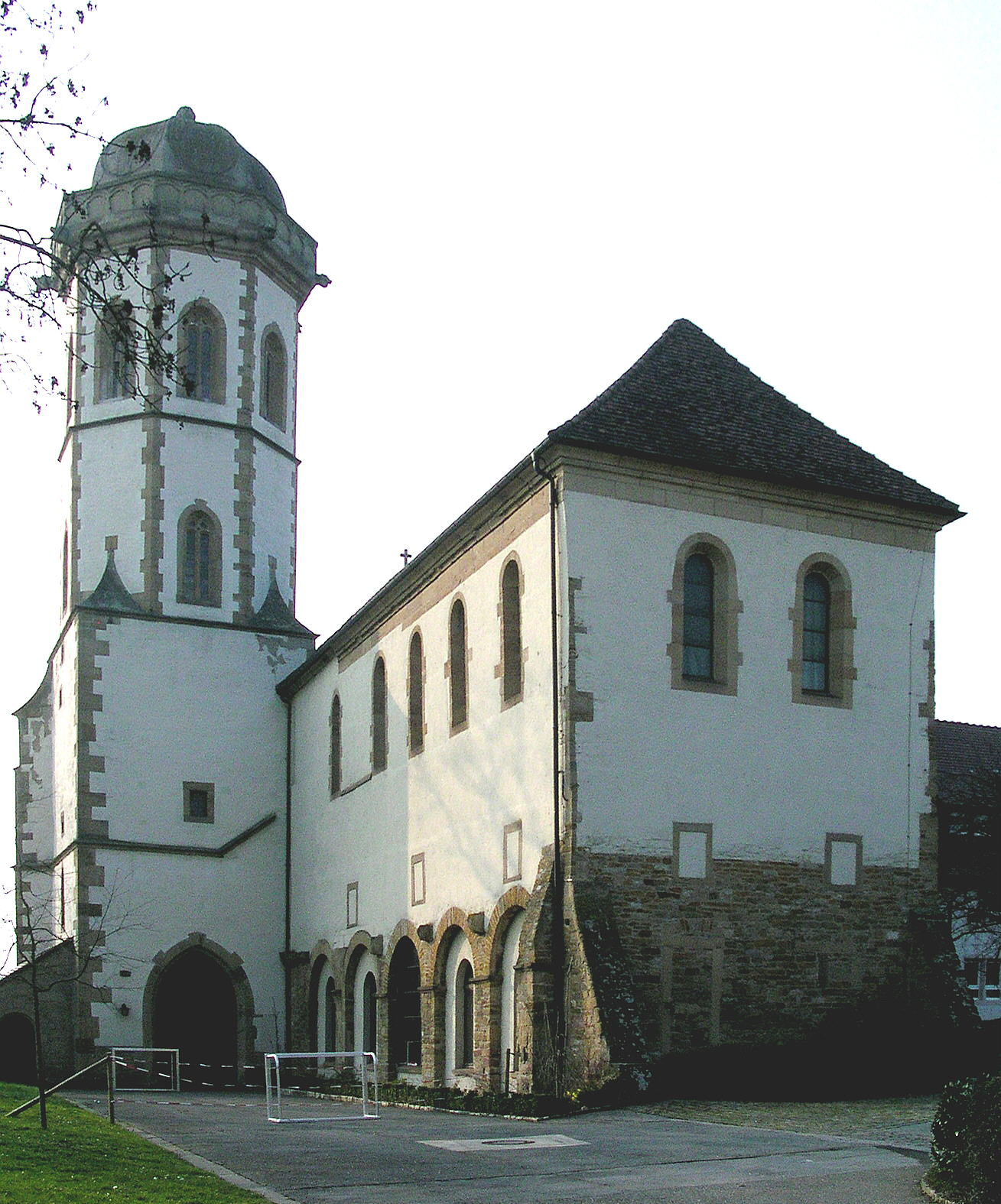
Die Stiftskirche im Kern aus dem 10. Jahrhundert ist das älteste Gebäude der Anlage (Foto von 2007, vor dem Umbau zum Kulturzentrum)

Der Sinsheimer Michaelsberg war vermutlich schon zur Zeit der Römer im 2. und 3. Jahrhundert nach Christus besiedelt. Ein 1936 aus der Klosterkirche geborgener Viergötterstein mit einer Weihung der vicani Saliobrigensis (d. h. der Bewohner des Dorfes Saliobriga) wurde zunächst noch als aus dem römischen Vicus bei Steinsfurt stammend gedeutet, jedoch geben weitere römische Spolien aus der Bausubstanz der Klosterkirche Hinweise auf römische Siedlungsreste auf dem Michaelsberg. Aus archäologischen Befunden geht außerdem hervor, dass der Michaelsberg im 9. und 10. Jahrhundert ein Begräbnisplatz war, an dem sich vermutlich auch schon eine erste steinerne Saalkirche befunden hat, auf deren Fundamenten dann später das Langhaus der Stiftskirche erbaut wurde.

### Gründung durch Otto von Worms um 1000
Sinsheim war vor dem Jahr 1024 ein Sitz der mit den Saliern verwandten Grafen des Elsenz- und des Kraichgaus, die auf der Motte Wigoldesberg bei Eichelberg ihren Hauptverwaltungssitz hatten. Der Graf Otto von Worms († 1004), der 977 oder 987 auch das Kloster Lambrecht gegründet hatte, gründete auf dem Sinsheimer Michaelsberg ein Kollegiatstift. Die zugehörige Stiftskirche wurde als dreischiffige Pfeilerbasilika auf den Fundamenten einer älteren Kirche errichtet. Die steinernen Zeugnisse dieser Bauphase, darunter kleinteilige Rundbögen und fischgrätartige Verzierungen deuten auf eine Entstehungszeit vor 1030.

### Umwandlung zum Benediktinerkloster um 1100
Der Speyrer Bischof Johannes aus der ebenfalls mit den Saliern verwandten Familie der Zeisolf-Wolframe, die seit 1024 die Elsenz- und Kraichgaugrafen stellte, wandelte in mehreren Schritten zwischen 1092 und 1100 das Sinsheimer Stift in ein Benediktinerkloster um, wofür er Mönche des benediktinischen Klosters Siegburg nach Sinsheim holte. Mit der Umwandlung des Klosters ging ab 1098 eine bauliche Erweiterung der Anlage einher. Die Klosterkirche wurde nach Westen erweitert, ein Turm und eine Krypta wurden errichtet und die gesamte Anlage wohl durch Ummauerung und Torhaus gesichert. Der Grundriss der Klosterkirche hatte große Ähnlichkeit mit der zweiten Aureliuskirche im Kloster Hirsau, deren Bau auf 1060/70 datiert wird.
Um das ursprünglich im Bistum Worms gelegene Kloster auch seiner geistlichen Jurisdiktion zu unterstellen, tauschte Johann 1099 mit dem Wormser Bischof Gebiete aus. Im Jahr darauf übertrug er seine Stiftung der Speyerer Kirche und eximierte das Kloster von der Jurisdiktion des zuständigen Dekans und Archidiakons. Der Besitz von Gütern im Kraich- und Elsenzgau sowie im Enzgau war die Grundlage für die weitere Entwicklung des Klosters. Als Klostergüter können anhand der Quellen folgende Orte, aus dem Besitz der Zeisolf-Wolframschen Familie, genannt werden: Sinsheim mit Markt, Niedergericht, Zehnt und Zoll, weiter Asbach, Dagelvingen, Dürrmenz, Enzberg, Insultheimer Hof, Kieselbronn, Lienzingen, Menzingen, Reichartshausen, Steinsfurt und Zaisersweiher. Zum Grundbesitz kamen noch verschiedene Rechte wie Patronatsrechte.
Um 1130 wurde von Sinsheim aus die Propstei St. Ägidius in St. Ilgen gegründet. Wenig später folgte der Bau der Sinsheimer Pfarrkirche, so dass die Klosterkirche künftig den Klosterbrüdern vorbehalten blieb. Einer der Klosterbrüder wurde 1151 zum Abt der Reichsabtei Lorsch.
Dem Kloster war die freie Vogtwahl zugesichert worden. Um die Übergriffe der Vögte aus dem Geschlecht der Edlen von Wiesloch abzuwehren, erhielt das Kloster 1179 und 1186 päpstliche Schutzbriefe.

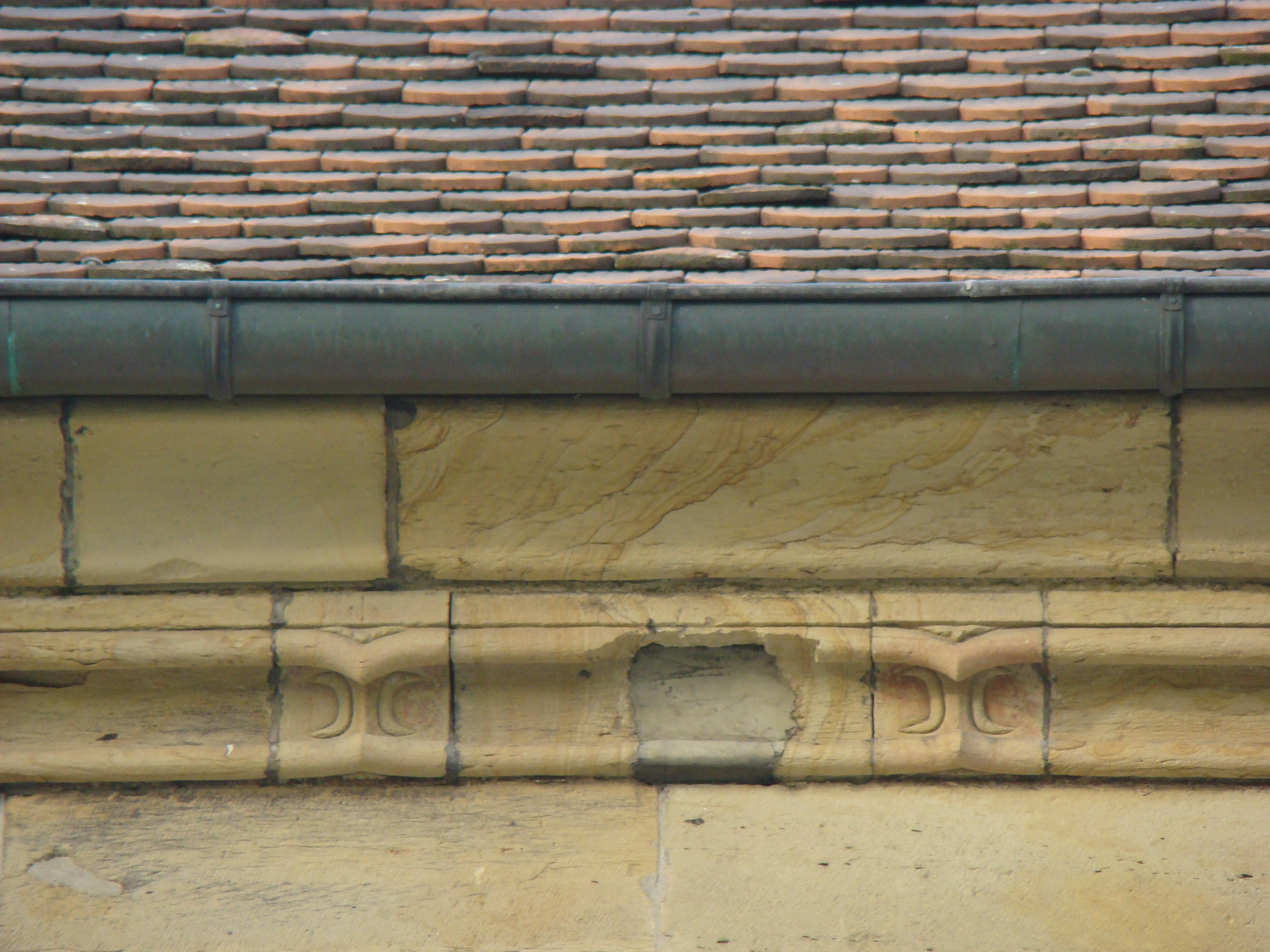
Traufgesims mit abgewandten Halbmonden

Um 1233 fand ein Umbau der Klosterkirche statt, wobei das um 1100 erbaute Westwerk abgerissen wurde und das Hauptschiff seinen heutigen Dachstuhl erhielt, dessen Balken im östlichen Bereich dendrochronologisch in jenes Jahr datiert werden konnten. Mit dem Dachstuhl wurde auch das Traufgesims erneuert, das mit abgewandten Halbmondpaaren verziert ist. Solche Halbmonde finden sich auch im Wappenbild der Herren von Magenheim und sind das Baumeisterzeichen des Maulbronner Paradiesmeisters. Aufgrund von urkundlich belegten Verbindungen des Sinsheimer Klosters zu den Herren von Magenheim und zum Kloster Maulbronn in der ersten Hälfte des 13. Jahrhunderts gilt es als wahrscheinlich, dass der Maulbronner Paradiesmeister baulich auch an der Sinsheimer Klosterkirche mitgewirkt hat.
Die baulichen Maßnahmen von 1233 waren wohl die Ursache der finanziellen Schwierigkeiten, die zu den in den fünf Urkunden aus der Amtszeit von Abt Heinrich II. belegten Verkäufen von Klosterbesitz führten. Auch in den nachfolgenden Jahrzehnten konnte das Kloster kaum Zugewinne verzeichnen. Am meisten Bedeutung hat die Erlangung des Patronatsrechts der Nikolauskapelle in der Pfalz Wimpfen im Jahr 1333.
Im Jahr 1315 wurde Sinsheim mit Zubehör, darunter vermutlich auch die Vogtei über das Kloster, von König Friedrich an die Markgrafen von Baden verpfändet. 1330 verpfändete Ludwig der Bayer Sinsheim an die Pfalzgrafschaft. Weitere Verpfändungen an die Herren von Hirschhorn und die Kurpfalz schlossen sich an, bevor letztere 1362 das Pfand endgültig ablöste.
Unter Abt Apel von Finsterlohe und auch in den ersten Jahren seines Nachfolgers Siegfried von Venningen in der ersten Hälfte des 15. Jahrhunderts erlebte das Kloster eine erneute Blütezeit und nahm an der benediktinischen Reformbewegung und an Klostervisitationen teil. Bald stellten sich jedoch wieder finanzielle und strukturelle Probleme ein. 1456 war das Kloster nicht mehr beim Ordenskapitel anwesend und 1469 sind gescheiterte Versuche des Speyrer Bischofs Matthias von Rammung zur Durchsetzung einer strengeren Observanz in den Klöstern in Sinsheim und Odenheim belegt. Abt Ulrich von Finsterlohe wechselte 1472 von Sinsheim nach Odenheim.

### Ritterstift ab 1496

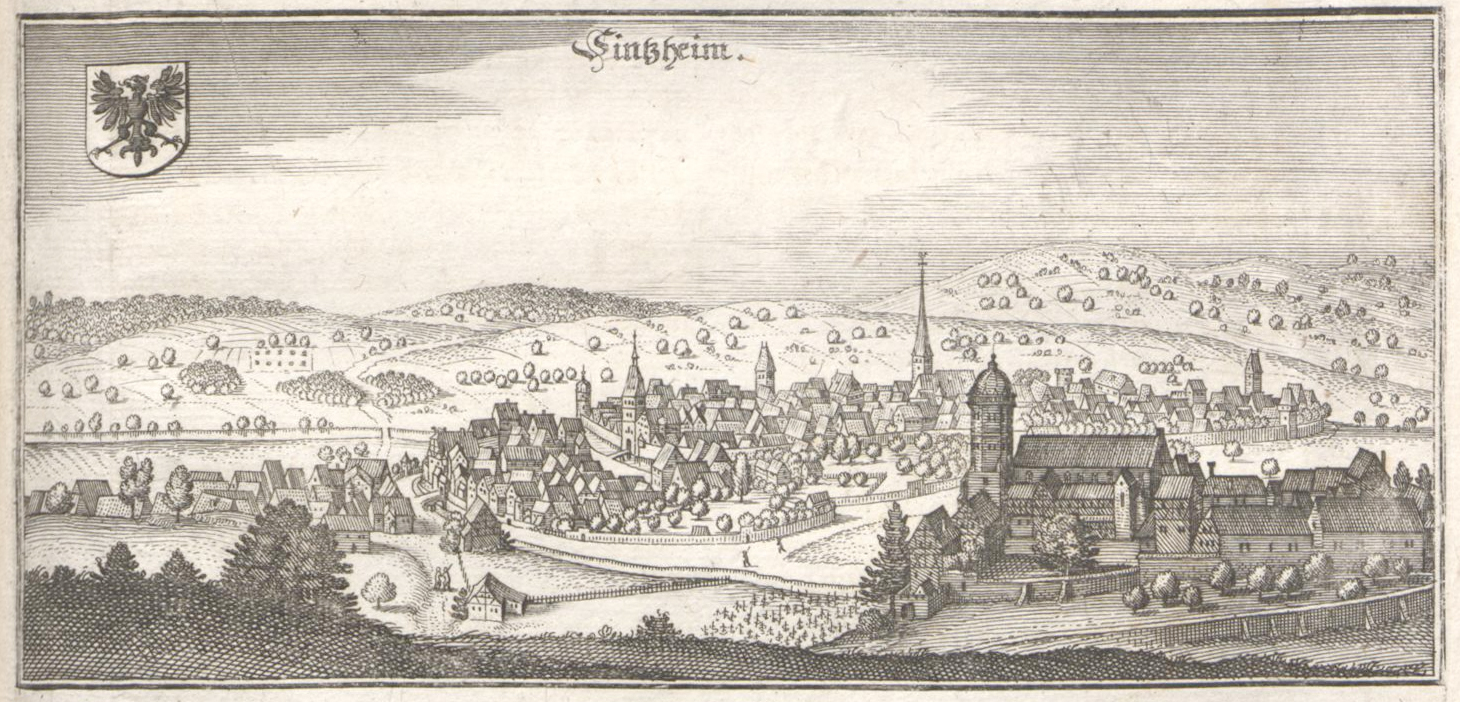
Sinsheim 1645 auf einem Stich von Matthäus Merian. Rechts im Vordergrund das Stift Sinsheim, noch mit dreischiffigem Kirchenbau.

Abt Ulrichs Nachfolger Michael von Angelloch erbat 1495 bei König Maximilian die Umwandlung des Klosters in ein adeliges Kollegiatstift, was 1496 von Papst Alexander VI. genehmigt wurde. Im Kollegiatstift, auch Ritterstift genannt, wurden Propstei und Dekanat für die Verwaltung eingerichtet und sieben Kanoniker- und zehn Vikarstellen geschaffen. Im Gegensatz zum vorigen Kloster gab es keine Pflicht zum gemeinsamen Leben der Stiftsherren, die darauf einzelne Häuser bezogen.
Propst Heinrich von Helmstatt (im Amt 1502 bis zu seinem Tod 1517) war Domdekan in Speyer und befand sich häufig auf Reisen, Wallfahrten oder Bäderkuren. Da er nur selten in Sinsheim anwesend war, bat er 1513 den Papst um die Streichung der Propststelle nach seinem Ableben.
Unter Heinrichs Nachfolger, Dekan Konrad von Habern, fand 1517 eine rege Abbautätigkeit im stiftseigenen Steinbruch statt, gegen die die Stadt Sinsheim klagte. Den Sandstein benötigte man für zahlreiche bauliche Veränderungen der Stiftskirche im 16. Jahrhundert. Von 1524 bis 1533 wurde in drei Etappen der Turm der Stiftskirche erbaut, 1535 erhielt er seinen heute noch in Teilen erhaltenen Glockenstuhl. 1542 hat man einen Lettner in die Kirche eingebaut, um 1550 folgte der Umbau des Westteils der Kirche und ebenfalls um 1550 wurden die Seitenschiffe erhöht. Anlass der Baumaßnahmen war wohl einerseits die Erneuerung des baufälligen Westabschlusses der Kirche, andererseits aber auch das Repräsentationsbedürfnis der Stiftsherren sowie eine Öffnung der vormaligen Klosterkirche für die Bevölkerung über einen Treppenzugang und die beiden Turmportale. Der 1542 erbaute Lettner trennte im Inneren der Kirche die Bereiche für Laien und Stiftsherren ab.
Die Baumaßnahmen des 16. Jahrhunderts stehen teilweise im Zusammenhang mit dem Bauernkrieg von 1525. Die aufständischen Bauern waren in die Stadt eingelassen worden, wo sie große Schäden an den Häusern der Stiftsherren, wohl aber nicht an der Stiftskirche selbst angerichtet haben. Nach der Niederschlagung des Aufstands wurden die Bauern zu Entschädigungszahlungen und Sachleistungen verpflichtet, die dann wohl zum Um- und Ausbau des Stifts verwendet wurden. In der Zeit der beginnenden Reformation wäre das Stift wohl ohne die Zuwendungen infolge des Bauernkriegs nicht mehr in der Lage zu Baumaßnahmen dieses Umfangs gewesen.

### Aufhebung des Ritterstifts 1565

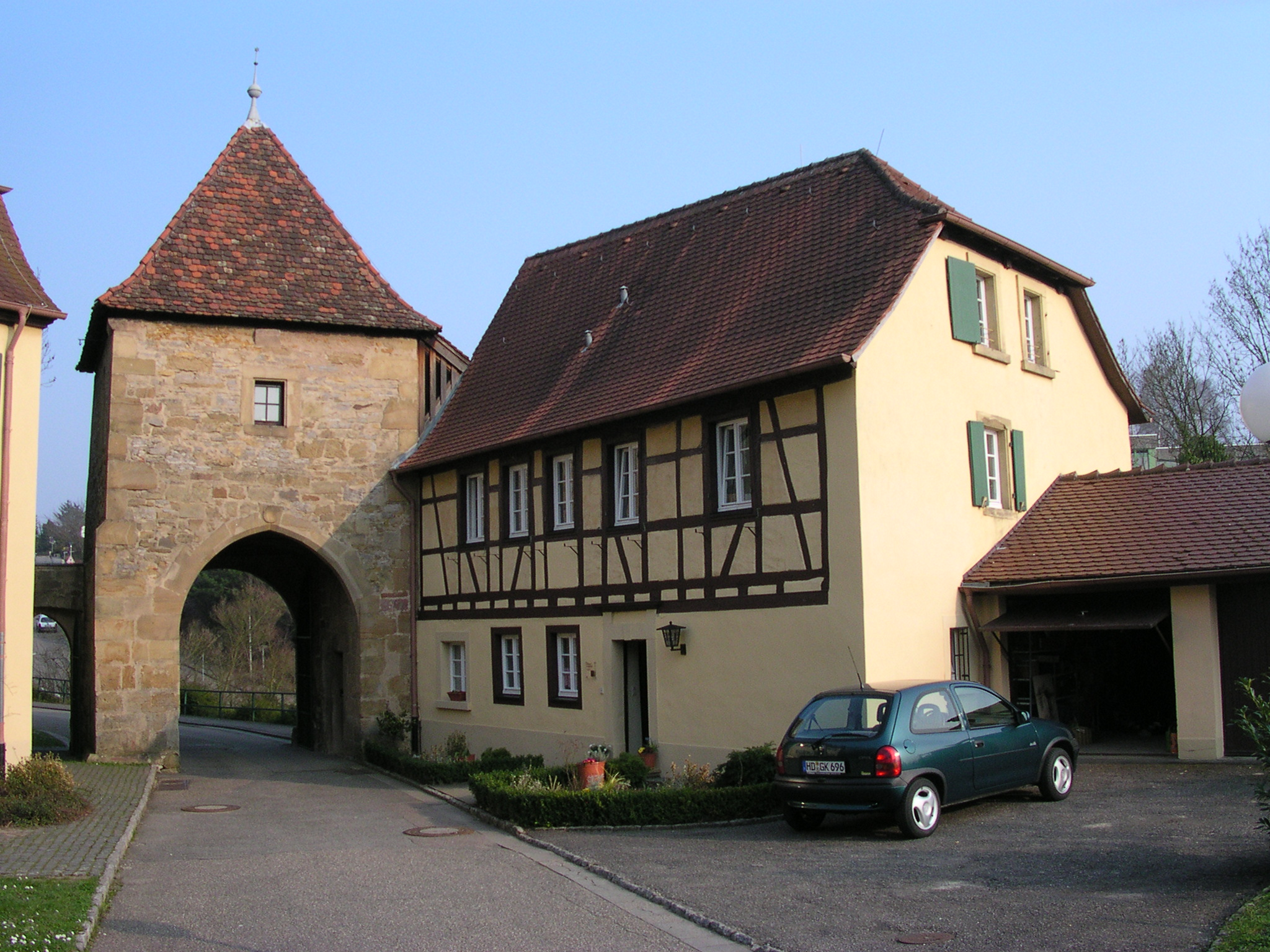
Torturm mit Nebengebäude

Eine bischöfliche Visitation im Januar 1550 deckte auf, dass die Kleriker im Konkubinat lebten. Die vom Speyrer Bischof angeordnete Abschaffung des Konkubinats blieb ungehört. Gleichzeitig begann die Reformation in Sinsheim, als sich der aus Wiesloch stammende Pfarrer Ottmar Stab 1540 dem Protestantismus zuwandte. Stab blieb bis 1543 unbehelligt, danach regte sich Widerstand von Seiten des Stifts und des Bischofs, das Stift musste 1553 dennoch einen protestantischen Pfarrer in Sinsheim zulassen. Der Versuch des Pfalzgrafen Ottheinrich, die Reformation auch im Stift einzuführen, scheiterte 1557 noch am Widerstand der Stiftsherren. Sein Nachfolger, Kurfürst Friedrich III., führte die Reformation 1565 gewaltsam durch und verwies die Kanoniker aus dem Stift, das in eine Schaffnei umgewandelt wurde.
Der Dekan Wernher Nothaft von Hohenberg begab sich in das Ritterstift Odenheim und die übrigen Kanoniker nach Worms zu ihrem Mitkanoniker, dem Bischof Dietrich von Bettendorff. Alle Bemühungen scheiterten, eine Wiederherstellung des Stiftes zu erreichen. Zwar wurden weiterhin Dekane bestellt, doch konnten diese nur noch über sehr wenige Liegenschaften verfügen.
Die Gebäude des Stifts dienten nach 1565 als Wohnung des Verwalters und die Kirche verkam zur Scheune und zum Stall. Die Schaffnei ließ einige alte Stiftsgebäude abreißen und neue Wirtschaftsgebäude errichten.

### Restitutionsversuch im Dreißigjährigen Krieg
Nachdem im Dreißigjährigen Krieg das Hochstift Speyer 1623 wieder Besitz vom Kloster ergriff und die Kurpfalz ab 1626 durch Bayern besetzt war, kam es zu einer Rekatholisierung, wofür 1626 Peter Ernst von Ouhren als Dekan eingesetzt wurde. Der Dekan ließ neue Altäre und neues Gestühl beschaffen und die Kirche wieder herrichten, musste jedoch beim Herannahen der Schweden 1631 vorerst fliehen. Nach Abwendung der Bedrohung durch die Schweden kehrte von Ouhren 1635 zurück. 1648 kam es zu Beschädigungen durch französische Truppen, nach dem Westfälischen Frieden wurde das Stift 1649 erneut aufgehoben.

### Kriege des späten 17. Jahrhunderts und Teilabriss der Kirche
In der Schlacht bei Sinsheim 1674 wurde die Klosteranlage erneut beschädigt. Anschließend zog man Zwischendecken in das Mittelschiff der Kirche ein, um dort Erntevorräte zu lagern. Im wenig später ausgebrochenen Pfälzischen Erbfolgekrieg errichtete die kaiserliche Armee 1688/89 eine Sternschanze um das einstige Kloster zur Abwehr der französischen Truppen. Während die Stadt unter den französischen Truppen zu leiden hatte und stark zerstört wurde, scheint die Kirche gemäß der Darstellung auf alten Stichen 1689 noch weitgehend intakt gewesen zu sein. Zwischen 1693 und 1791 sind jedoch 14 schwere Stürme belegt, die jeweils Schäden an den in exponierter Höhenlage gelegenen Stiftsgebäuden verursacht haben. Wann der Chor, das Querhaus und die Seitenschiffe der Kirche letztlich abgebrochen wurden, ist unbekannt. Auf einem Stich aus der Mitte des 19. Jahrhunderts ist von diesen heute nicht mehr vorhandenen Bauteilen noch fragmentarisch das südliche Seitenschiff erhalten.

### Jugendhilfseinrichtung ab 1889

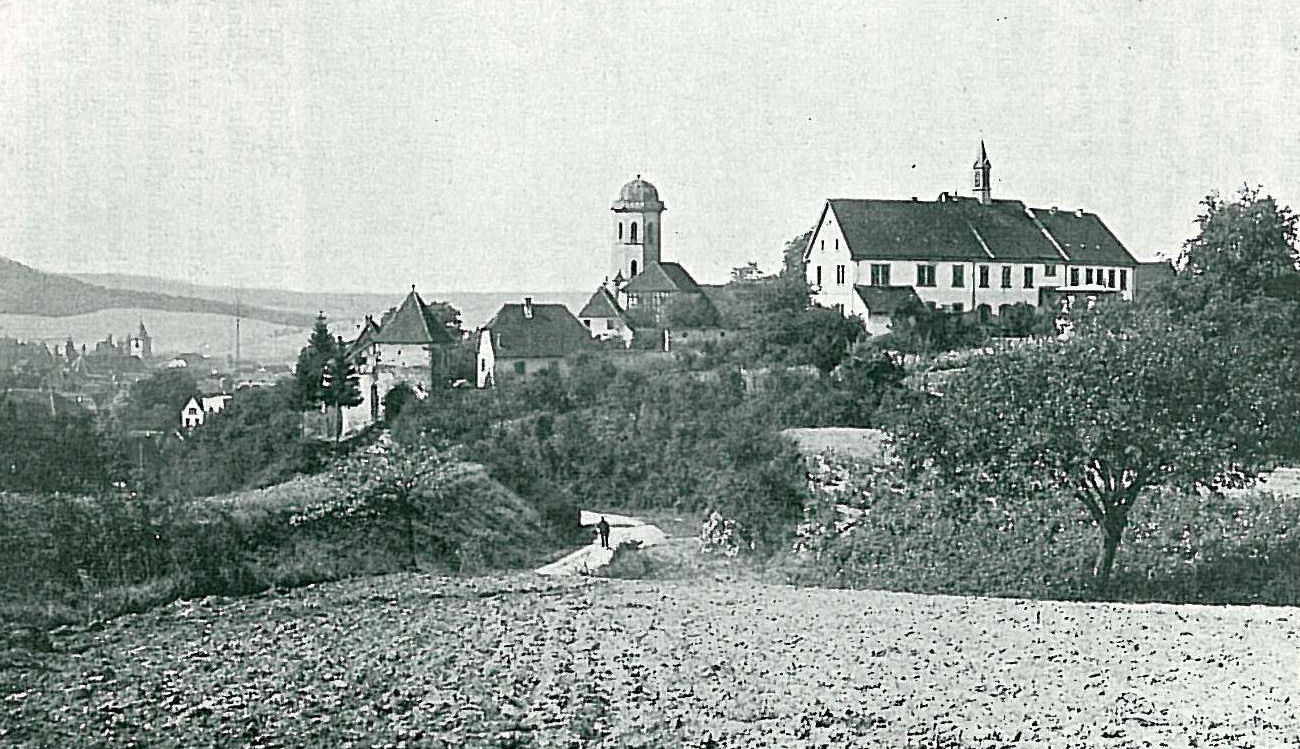
Das Stift Sinsheim um 1900

1887 wurden die Gebäude vom Verein zur Rettung sittlich verwahrloster Kinder in Baden der Evangelischen Stiftsschaffnerei (Evangelischer Oberkirchenrat Karlsruhe) abgekauft und danach umgebaut. Am 10. November 1889 wurde das Heim eingeweiht und nahm 32 Kinder aus Heimen in Hüfingen und Durlach auf. Die Einrichtung wurde sukzessive vergrößert. Nachdem der Fürsorgeverein im Zuge der Wirtschaftskrise nach dem Ersten Weltkrieg unterging, wurde das Heim 1921 vom badischen Staat übernommen und bekam die Bezeichnung Badische Fürsorgeerziehungsanstalt.
1936/37 erfolgten größere Umbauarbeiten der bis dahin landwirtschaftlich genutzten Stiftskirche. Das Mittelschiff erhielt eine Betonzwischendecke, um den unteren Raumteil als Werkstatt, den oberen Teil als Turnhalle nutzen zu können. Außerdem erhielt die Kirche neue Fenster in der Ostwand und im unteren Bereich auch neue Fenstergewände in der Nord- und Südwand. Bei den Bauarbeiten fand man leere Grabkammern in den ehemaligen Seitenschiffen. 1953/54 schlossen sich Sanierungs- und Aufräumarbeiten am und um den Turm an. Dabei wurden verschiedene Grabplatten aufgefunden, die man in die Wand neben dem Turmeingang eingemauert bzw. erst an der südlichen Außenwand und später im Inneren des Mittelschiffs aufgestellt hat. 1964 fand man bei Kanalarbeiten Skelette und Mauerreste im Bereich des südlichen Seitenschiffs, die möglicherweise auf die belegte, aber noch nicht lokalisierte Krypta der Kirche hindeuten.
Seit 1964 war der Landeswohlfahrtsverband Baden der Träger der Einrichtung, die sich nun Landesjugendheim Stift Sunnisheim nannte. Im Zuge der Verwaltungsreform in Baden-Württemberg ging die Trägerschaft 2005 vom Landeswohlfahrtsverband auf den Rhein-Neckar-Kreis über. Das Stift Sunnisheim wird in der Rechtsform einer gGmbH geführt und betreut gegenwärtig über 160 Kinder und Jugendliche zwischen 6 und 21 Jahren. In insgesamt sieben Wohngruppen stehen 90 Wohnplätze zur Verfügung, dazu kommen Appartements zur Verselbstständigung der Bewohner. Die Einrichtung unterhält außerdem verschiedene Außenwohngruppen in umliegenden Orten.

### Archäologische Untersuchungen 2009
Nachdem der Rhein-Neckar-Kreis 2005 in den Besitz der Anlage gekommen war, plante man die Errichtung eines Kulturzentrums in der nicht mehr zu Schulzwecken tauglichen Stiftskirche. Im Vorfeld des Umbaus fanden von August bis November 2009 umfangreiche archäologische Grabungen durch das Regierungspräsidium Karlsruhe im südlichen Außenbereich statt. Dabei konnten alte Bestattungen gefunden werden, die von der westlichen Abschlussmauer des ältesten Bauabschnitts geschnitten wurden, wodurch ein vor dem Jahr 1000 bestehender Friedhof an der Stelle der Stiftskirche belegt wurde. Ebenfalls nachgewiesen wurde ein Vorgängerbauwerk der alten Basilika, die Außenmauern des südlichen Seitenschiffs und des Querhauses sowie die Ansätze von Chor und Seitenapsis. Aus den Grabungen wurden außerdem Erkenntnisse über die baulichen Veränderungen der Kirche um 1100 gewonnen sowie ein südlich vor der Außenmauer gelegener Fundamentsockel aus ortsunüblichem Quarzit-Gestein freigelegt.

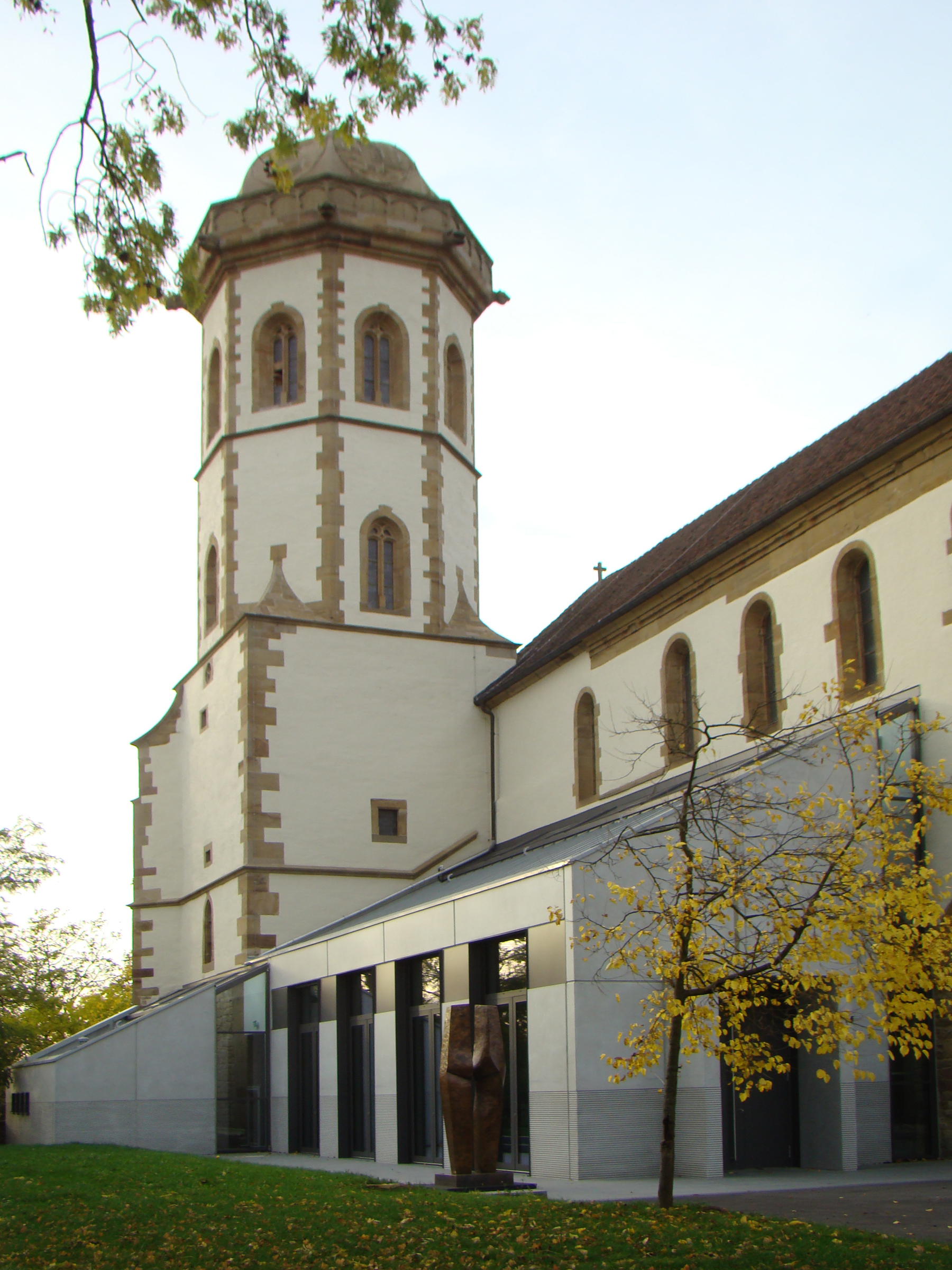
Die zum Kulturzentrum umgebaute Stiftskirche 2012

Neben Bestattungen aus der Zeit vor dem Jahr 1000 konnten auch spätere Bestattungen, die danach von Kirchenerweiterungen überbaut wurden, sowie Bestattungen in gemauerten und verputzten Grablegen im Inneren der Kirche nachgewiesen werden. Eine an prominenter Stelle im südlichen Querhaus aufgefundene Grabkammer könnte die einer höhergestellten Persönlichkeit, eventuell eines Stifters, sein.

### Kulturzentrum Stiftskirche Sunnisheim seit 2011
Der Rhein-Neckar-Kreis ließ die Kirche für 1,5 Millionen Euro restaurieren und zu einem Kulturzentrum umbauen. Um mehr Nutzfläche zu gewinnen, wurde südlich an das Mittelschiff ein Foyer angebaut, das so dimensioniert ist, dass es einerseits eine Anmutung des einst vorhandenen Seitenschiffs bietet, andererseits aber mit seinen Fundamenten nicht in bestehende archäologische Befunde eingreift. Südlich an den Turm wurde an der Stelle eines neuzeitlichen Pumpenhauses ein Toilettentrakt angebaut, nördlich entstand ein neues Treppenhaus. Als Baumaterialien wurden für die Anbauten insbesondere Beton, Stahl und Glas gewählt, damit eine klare Unterscheidung von historischem Baubestand und modernen Anbauten gegeben ist.
Im Inneren der Kirche wurden moderne Einbauten weitgehend entfernt und historische Details wie Inschriften, Malereien und bildhauerischer Schmuck mit minimalen Ergänzungen restauriert. Die Betonzwischendecke aus den 1930er Jahren ließ sich aus statischen Gründen nicht mehr entfernen, wurde jedoch großflächig durchbrochen, so dass sie nun nur noch eine Galerie bildet, während die ursprüngliche Höhe des Mittelschiffs wieder wahrnehmbar ist. Zu den herausragenden Ausstattungsteilen der Kirche zählt vor allem der restaurierte Lettner aus dem 16. Jahrhundert mit Rankenmalereien im Gewölbe, der den Innenraum künftig in Veranstaltungs- und Servicebereich teilt. Das Kulturzentrum wurde am 23. Juli 2011 eingeweiht.

## Äbte, Pröpste und Stiftsdekane
Äbte:
- Godefried: kam 1092 aus Siegburg
- Drudo: bis 1098, ebenfalls aus Siegburg
- Adalger: 1098 bis 1133, ebenfalls aus Siegburg
- Eggehard: 1133 bis 1158
- Wezelo: 1158, vom Speyrer Bischof nicht anerkannt
- Johannes: 1158 bis 1175
- Heinrich I.: 1175 bis 1196
- Wolfram: 1196 bis 1197
- Konrad I.: 1202 bis 1214
- Walther: 1234 bis 1235
- Heinrich II.: 1248 bis 1253
- Volland: 1270 bis 1274
- Dieter von Urbach: 1286
- Konrad II.: 1316 bis 1327
- Eberhard von Gemmingen: 1335 bis 1365
- Dieter von Urbach: 1380 bis 1395
- Friedrich von Venningen: 1406 bis 1409
- Apel von Finsterlohe: 1414 bis 1426
- Siegfried von Venningen: 1429 bis 1461
- Burkhard von Weiler: 1467 bis 1468
- Ulrich von Finsterlohe († 29. Juni 1479): 1468 bis 1472, danach Abt in Odenheim
- Michael von Angelloch: 1472 bis 1496, erbat 1495 die Umwandlung zum Ritterstift

Pröpste:
- Michael von Angelloch: 1496 bis 1502
- Heinrich von Helmstatt: 1502 bis 1517, auch Domdekan in Speyer, bat 1513 um Aufhebung der Propstei

Stiftsdekane:
- Konrad von Habern: 1517 bis 1522
- Erasmus von Habern: 1528 bis 1542
- Werner Nothaft von Hohenberg: 1542 bis 1568, Aufhebung des Stifts 1565
- Cuno von Mörsheim: 1568 bis 1572, residierte in Worms
- Philipp Christoph von Sötern: 1572 bis 1588, residierte in Worms